# SG Haitz
Die Sportgemeinschaft Haitz 1908 e. V. ist ein Sportverein aus dem Stadtteil Haitz der hessischen Kreisstadt Gelnhausen. Die erste Fußballmannschaft der Frauen spielt seit 2025 in der Regionalliga Süd.

## Geschichte
Vor der heutigen SG Haitz gab es in dem damals noch unabhängigen Ort die Turngemeinde Haitz und den Turnverein Haitz, welche beide 1908 gegründet wurden und in ständiger Konkurrenz gegeneinander antraten. 1923 gründete sich in der Turngemeinde die erste Fußballmannschaft, die nach fünf Jahren jedoch wieder aufgelöst wurde. Zur Gründung der Sportgemeinschaft kam es im Jahr 1933 durch die erzwungene Zusammenlegung von Turngemeinde und Turnverein. Zu dieser Zeit war der Verein vor allem im Faustball aktiv und erreichte 1938 sogar das Endspiel um die deutsche Meisterschaft in Braunschweig. Nach Beendigung des Zweiten Weltkriegs eröffnete die Sportgemeinschaft 1946 wieder eine eigene Fußballabteilung, 1948 wurde auch der Sportplatz in der Heeg errichtet, welcher sich in einem Waldstück außerhalb des Ortes befindet. Erst in den 1970ern wurden auch Jugendmannschaften gebildet, dies war jedoch zunächst nur gemeinsam mit Gelnhausen oder Roth möglich. 1978 war die erste Jugendmannschaft alleine in Haitz beheimatet, bis 1982 kamen vier weitere hinzu.

## Fußball
In der Fußballabteilung der Sportgemeinschaft gibt es zwei Frauenmannschaften und ein Juniorinnenteam. Die erste Frauenmannschaft wurde 2008 angemeldet und stieg in ihrer ersten Saison von der Kreisoberliga in die Gruppenliga auf. Nach der Saison 2013/14, die man auf dem zweiten Platz beendete, bildete man eine Spielgemeinschaft mit dem SV Langenselbold und dem KSV Langenbergheim. Die beiden Vereine bildeten zuvor schon eine Spielgemeinschaft unter dem Namen SG Kinzigtal, wären jedoch mit nur einem Punkt sportlich aus der Gruppenliga abgestiegen. Die neu formierte FSG Haitz/Langenselbold/Langenbergheim stieg direkt im ersten Jahr in die Verbandsliga auf, stieg dort jedoch sofort wieder ab, gefolgt vom zweiten Aufstieg 2017. Nachdem der KSV Langenbergheim 2017 aus der gemeinsamen Mannschaft ausstieg, löste sich auch Langenselbold 2018 aus der Zusammenarbeit heraus, da aus dem Verein keine eigenen Spielerinnen mehr in der Mannschaft mitwirkten. Die seitdem wieder allein agierende Frauenmannschaft der SG Haitz spielte bis 2023 in der Verbandsliga, schaffte nach dem Aufstieg in die Hessenliga allerdings im zweiten Jahr bereits die Meisterschaft und stieg somit in die drittklassige Regionalliga Süd auf. Die zweite Mannschaft spielt in der Kreisoberliga.
Herren- und Juniorenmannschaften gibt es bei der SG Haitz nicht mehr. Die letzte bestehende Herrenmannschaft, welche in der Kreisliga spielte, wurde 2009 aufgelöst. Danach bestanden nur noch Spielgemeinschaften im Juniorenbereich mit Vereinen aus Höchst und Wirtheim, aus denen die SG Haitz spätestens 2016 ausstieg.

## Cheerleading
Von den einst vielen Sportabteilungen – so bestanden zuvor auch Volleyballteams und eine Turnabteilung – existiert neben dem Fußball nur noch ein Engagement im Cheerleading. Die Abteilung Cheerleading besteht seit 2005.